# Vanuu
Vanuu (Sowa: van uu, deutsch etwa: „unter dem Lärm / Wasserfall“, engl.: Waterfall Village) ist eine Siedlung an der Südwestküste der Pentecost-Insel in Vanuatu. 

## Geographie
Das Dorf besteht aus mehreren zerstreuten Häuser-Gruppen in einer ehemaligen Kokos-Plantage. Es liegt an der wichtigsten Straße, die den Norden mit dem Süden verbindet, etwa 9 km nördlich des Lonorore Airport und ca. 8 km südlich von Melsisi.
Im Ort gibt es eine Kirche der Churches of Christ, ein traditionelles Versammlungshaus (nakamal), einige Läden und eine Herberge. Die Kinder von Vanuu besuchen die Anglophone Primary School in Ranmawot in 2 km Entfernung. In der Nähe liegt auch die Ranwadi High School.
Der namengebende große Wasserfall und das dazugehörige Pool hinter dem Dorf, sowie ein guter Ankerplatz machen Vanuu zu einem beliebten Ziel auf Pentecost. Der Wasserfall ist dabei nur einer von sieben Wasserfällen am Fluss; die anderen liegen weit im unwegigen Hinterland. Es gibt auch eine Kalkhöhle in der Nähe. Auch wenn in dem Gebiet Lianenspringen nicht praktiziert wird, ist der Ort doch gelegentlich Unterbringungsort für Touristen auf dem Weg zu der Zeremonie.

## Geschichte
Die schmale Küstenebene im Bereich in dem Vanuu liegt war ursprünglich unbewohnt und mit dichten Eibisch-Dickichten (Hibiscus tilliaceus, cottonwood, burao). Im späten 19. und frühen 20. Jahrhundert verlor das Gebiet viele Einwohner durch eingeschleppte europäische Krankheiten. Das heutige Dorf wurde Mitte des 20. Jahrhunderts durch Männer aus anderen Orten gegründet, die in der Plantage Kopra herstellten. Die Dorfbewohner haben daher viele Verbindungen in andere Dörfer der Insel (ancestral villages). Die Plantage dagegen wurde wieder aufgegeben. 
In Gärten oberhalb von Vanuu werden Feldfrüchte wie Taro für die Subsistenzwirtschaft angebaut, sowie Handelsgüter wie Kava. Eine weitere Einkommensquelle sind Gebühren, die von Touristen erhoben werden, die den Wasserfall besuchen und für andere Dienstleistungen.

## Sprache und Kultur
Sprache und Kultur im Gebiet von Vanuu waren schon historisch in einer vermittelnden Position zwischen der Kultur von Central Pentecost und von South Pentecost, auch wenn der Einfluss von Central Pentecost vorherrscht.
Die ursprüngliche Sprache war Sowa, aber die Entvölkerung im 20. Jahrhundert führte zur Ausrottung dieser Sprache. Heute wird vor allem Apma gesprochen, die Sprache von Central Pentecost im Norden. Der Dorf-Chief Isaiah Tabi Vahka kämpft jedoch um eine Dokumentation und Wiederbelebung des Sowa. Die Nationalsprache Bislama ist ebenfalls in Gebrauch und es gibt einige Sprecher des Ske aus der Baravet-Gemeinschaft im Süden. Englisch wird von gebildeten Einheimischen gesprochen.